# Campanula rimarum
Campanula rimarum är en klockväxtart som beskrevs av Pierre Edmond Boissier. Campanula rimarum ingår i släktet blåklockor, och familjen klockväxter. Inga underarter finns listade i Catalogue of Life.